# Heimatmuseum (Waldfischbach)
Das Heimatmuseum ist ein Bauwerk in der Ortsgemeinde Waldfischbach-Burgalben.

## Lage
Das Museum befindet sich im Ortsteil Waldfischbach in der örtlichen Hauptstraße.

## Gebäude
Beim Gebäude handelt es sich um ein früheres Forsthaus. Es ist ein eingeschossiger Mansarddachbau im Stil der Reformarchitektur, der im Zeitraum von 1910 bis 1920 entstand.

## Museum
Das Museum zeigt seit 1987 typische ländliche Arbeitsgeräte des Pfälzerwaldes – beispielsweise Krautschnitter und Krauthobel –, eine Küche, ein Schlaf- und ein Wohnzimmer sowie eine komplette Dorfapotheke. Ein weiteres Thema ist die Schuhproduktion in den Jahren 1920 bis 1960. Im so genannten „Heidelsburgzimmer“ sind Fundstücke von der zerstörten spätrömischen Heidelsburg ausgestellt.